# Shadows of Old
Shadows of Old är det norska black metal-bandet Aeternus tredje studioalbum, utgivet 1999 av skivbolaget Hammerheart Records.

## Låtlista
| Nr | Titel                           | Längd |
| -- | ------------------------------- | ----- |
| 1. | Under the Eternal Blackened Sky | 5:03  |
| 2. | Descent to the Underworld       | 6:54  |
| 3. | Dark Rage                       | 8:03  |
| 4. | Resurrection                    | 5:41  |
| 5. | The Summoning of Shadows        | 6:05  |
| 6. | Death's Golden Truth Revealed   | 5:36  |
| 7. | Cuchulain                       | 5:45  |
| 8. | Prophecy of the Elder Reign     | 7:04  |
| 9. | The Sunset's Glory              | 2:41  |

- Text och musik: Aeternus (spår 1 – 8)
- Spår 9: instrumentallåt, arrangerad och framförd av Kristian Nordeiede

## Medverkande
Musiker (Aeternus-medlemmar)
- Ares (Ronny Brandt Hovland) – sång, gitarr
- Morrigan (Nicola Trier) – basgitarr, keyboard, piano
- Radek (Radomir Michael Nemec) – gitarr
- Erik (Erik Hæggernes) – trummor

Bidragande musiker
- Kristian Nordeide – fiol, säckpipa (spår 9)

Produktion
- Pytten (Eirik Hundvin) – producent, ljudtekniker, ljudmix
- Aeternus – producent, ljudmix
- Herbrand Larsen – ljudtekniker, ljudmix
- ®99©zwentzen™ – omslagsdesign
- Kristian Nordeide – logo
- Christian Mische – foto

### Fotnoter
1. ↑  Shadows of Old på discogs.com